# آرون پادیا گیتیرس
آرون پادیا گیتیرس (اسپانیایی: Aarón Padilla Gutiérrez‎; ۱۰ ژوئیهٔ ۱۹۴۲ – ۱۴ ژوئن ۲۰۲۰) بازیکن فوتبال اهل مکزیک بود.
از باشگاه‌هایی که در آن بازی کرده‌است می‌توان به باشگاه فوتبال اونیورسیداد ناسیونال اشاره کرد.
وی همچنین در تیم ملی فوتبال مکزیک بازی کرده‌است.